# Dorsal de Lomonósov

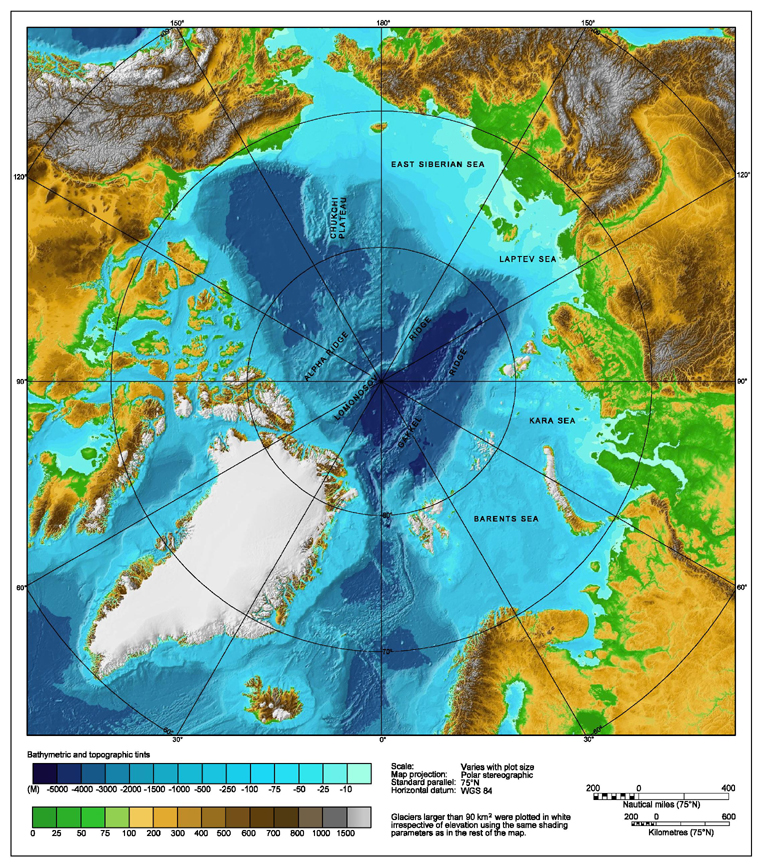
Mapa batimétrico/topográfico del océano Ártico y los alrededores; la dorsal de Lomonósov es la dorsal oceánica que va desde el mar de Láptev hasta el norte de Groenlandia, pasando por el Polo Norte geográfico.

La dorsal de Lomonósov (en ruso: Хребет Ломоносова; tr.:Jrebet Lomonosova) es una dorsal oceánica de la corteza terrestre en el océano Glacial Ártico. Abarca 1.800 km desde la islas de Nueva Siberia sobre la parte central del océano hasta la isla de Ellesmere en el archipiélago ártico canadiense. La anchura de la dorsal de Lomonósov varía de 60 a 200 km. Se alza de 3.300 a 3.700 m sobre el lecho marino. La profundidad mínima del océano sobre la dorsal es de 954 m. Las laderas de la dorsal son relativamente inclinadas, rotas por cañones y cubiertas de capas de limo.
La dorsal de Lomonósov fue descubierta por primera vez por las expediciones soviéticas de alta latitud del año 1948 y recibe su nombre por Mijaíl Lomonósov. El nombre fue aprobado por el Subcomité de nombres de rasgos submarinos (SCUFN).
En los años 2000, la estructura geológica de la dorsal atrajo atención internacional debido a que el 20 de diciembre de 2001 la sumisión oficial de la Federación de Rusia a la Comisión de las Naciones Unidas sobre los límites de la plataforma continental de acuerdo con la Convención de las Naciones Unidas sobre el Derecho del Mar (artículo 76, párrafo 8). El documento proponía establecer nuevos límites exteriores para la plataforma continental rusa, más allá de la precedente zona de 200 millas, pero dentro del sector ártico ruso. El territorio que Rusia reclama en la sumisión es una gran porción del Ártico, incluyendo el Polo Norte. Uno de los argumentos fue una declaración de que la Dorsal de Lomonósov subacuática y la Dorsal de Mendeléyev (en:Mendeleev Ridge) son extensiones de Eurasia. En 2002 la Comisión de las Naciones Unidas no rechazó ni aceptó la propuesta rusa, recomendando investigación adicional.
Científicos daneses esperan probar que la dorsal es una extensión de Groenlandia lo que haría que Dinamarca fuera otra pretendiente a la zona. Canadá, otro pretendiente, afirma que la dorsal es una extensión de su plataforma continental. En abril de 2007, científicos canadienses y rusos fueron enviados a hacer un mapa de la dorsal como un posible precedente para determinar la soberanía sobre la zona. A finales de junio de 2007, científicos rusos pretendieron que la dorsal es una extensión del territorio ruso.